# Canoa/kayak ai Giochi della XXXII Olimpiade - C2 1000 metri maschile
La gara di canoa velocità C2 1000 metri per Tokyo 2020 si è svolta alla Sea Forest Waterway dal 2 al 3 agosto 2021.
Alla competizione hanno preso parte 28 atleti di 14 nazioni.

## Regolamento della competizione
La competizione prevede due batterie di qualificazione, due quarti di finale, due semifinali e due finali. I primi due classificati di ogni batteria di qualificazione accedono direttamente alle semifinali, le restanti barche (10) ai quarti di finale, dove i primi tre di ognuno dei due quarti accedono alle semifinali, mentre gli altri accedono alla finale B. I primi quattro classificati di ogni semifinale accedono alla finale "A", per l'assegnazione delle medaglie mentre gli ultimi delle due semifinali accedono alla finale "B".
| Data          | Turno            |
| ------------- | ---------------- |
| 2 agosto 2021 | Batterie         |
| 2 agosto 2021 | Quarti di finale |
| 3 agosto 2021 | Semifinali       |
| 3 agosto 2021 | Finale           |

## Risultati

### Batterie

#### Batteria 1
| Pos. | Atleta                               | Paese      | Tempo    | Note |
| ---- | ------------------------------------ | ---------- | -------- | ---- |
| 1    | Liu Hao Zheng Pengfei                | Cina       | 3:37.783 | SF   |
| 2    | Serguey Torres Fernando Jorge        | Cuba       | 3:39.028 | SF   |
| 2    | Jacky Godmann Isaquias Queiroz       | Brasile    | 3:48.378 | QF   |
| 4    | Sergey Yemelyanov Timofey Yemelyanov | Kazakistan | 3:49.079 | QF   |
| 5    | Roland Varga Connor Fitzpatrick      | Canada     | 3:49.263 | QF   |
| 6    | Wiktor Głazunow Tomasz Barniak       | Polonia    | 3:49.956 | QF   |
| 7    | Balázs Adolf Dániel Fejes            | Ungheria   | 3:53.964 | QF   |

#### Batteria 2
| Pos. | Atleta                                             | Paese               | Tempo    | Note |
| ---- | -------------------------------------------------- | ------------------- | -------- | ---- |
| 1    | Sebastian Brendel Tim Hecker                       | Germania            | 3:42.774 | SF   |
| 2    | Cayetano García Pablo Martínez                     | Spagna              | 3:44.947 | SF   |
| 3    | Petr Fuksa Martin Fuksa                            | Rep. Ceca           | 3:53.056 | QF   |
| 4    | Viktor Melantyev Vladislav Chebotar                | ROC                 | 4:00.218 | QF   |
| 5    | Cătălin Chirilă Victor Mihalachi                   | Romania             | 4:00.459 | QF   |
| 6    | Pavlo Altukhov Dmytro Ianchuk                      | Ucraina             | 4:06.089 | QF   |
| 7    | Buly Da Conceição Triste Roque Fernandes dos Ramos | São Tomé e Príncipe | 4:34.880 | QF   |

### Quarti di finale

#### Quarto di finale 1
| Pos. | Atleta                              | Paese    | Tempo    | Note |
| ---- | ----------------------------------- | -------- | -------- | ---- |
| 1    | Jacky Godmann Isaquias Queiroz      | Brasile  | 3:48.611 | SF   |
| 2    | Pavlo Altukhov Dmytro Ianchuk       | Ucraina  | 3:49.356 | SF   |
| 3    | Cătălin Chirilă Victor Mihalachi    | Romania  | 3:51.565 | SF   |
| 4    | Balázs Adolf Dániel Fejes           | Ungheria | 3:53.559 |      |
| 5    | Viktor Melantyev Vladislav Chebotar | ROC      | 4:09.956 |      |

#### Quarto di finale 2
| Pos. | Atleta                                             | Paese               | Tempo    | Note |
| ---- | -------------------------------------------------- | ------------------- | -------- | ---- |
| 1    | Wiktor Głazunow Tomasz Barniak                     | Polonia             | 3:49.770 | SF   |
| 2    | Petr Fuksa Martin Fuksa                            | Rep. Ceca           | 3:50.635 | SF   |
| 3    | Roland Varga Connor Fitzpatrick                    | Canada              | 3:50.768 | SF   |
| 4    | Sergey Yemelyanov Timofey Yemelyanov               | Kazakistan          | 3:55.157 |      |
| 5    | Buly Da Conceição Triste Roque Fernandes dos Ramos | São Tomé e Príncipe | 4:44.055 |      |

### Semifinali

#### Semifinale 1
| Pos. | Atleta                           | Paese   | Tempo    | Note  |
| ---- | -------------------------------- | ------- | -------- | ----- |
| 1    | Liu Hao Zheng Pengfei            | Cina    | 3:27.023 | OB FA |
| 2    | Cătălin Chirilă Victor Mihalachi | Romania | 3:27.399 | FA    |
| 3    | Wiktor Głazunow Tomasz Barniak   | Polonia | 3:28.282 | FA    |
| 4    | Cayetano García Pablo Martínez   | Spagna  | 3:28.594 | FA    |
| 5    | Pavlo Altukhov Dmytro Ianchuk    | Ucraina | 3:28.775 | FB    |

#### Semifinale 2
| Pos. | Atleta                          | Paese     | Tempo    | Note  |
| ---- | ------------------------------- | --------- | -------- | ----- |
| 1    | Sebastian Brendel Tim Hecker    | Germania  | 3:26.812 | OB FA |
| 2    | Serguey Torres Fernando Jorge   | Cuba      | 3:27.102 | FA    |
| 3    | Roland Varga Connor Fitzpatrick | Canada    | 3:27.145 | FA    |
| 4    | Jacky Godmann Isaquias Queiroz  | Brasile   | 3:27.167 | FA    |
| 5    | Petr Fuksa Martin Fuksa         | Rep. Ceca | 3:28.927 | FB    |

### Finali

#### Finale B
| Pos. | Atleta                                             | Paese               | Tempo    | Note |
| ---- | -------------------------------------------------- | ------------------- | -------- | ---- |
| 9    | Viktor Melantyev Vladislav Chebotar                | ROC                 | 3:30.406 |      |
| 10   | Petr Fuksa Martin Fuksa                            | Rep. Ceca           | 3:31.240 |      |
| 11   | Balázs Adolf Dániel Fejes                          | Ungheria            | 3:32.076 |      |
| 12   | Sergey Yemelyanov Timofey Yemelyanov               | Kazakistan          | 3:32.873 |      |
| 13   | Pavlo Altukhov Dmytro Ianchuk                      | Ucraina             | 3:33.330 |      |
| 14   | Buly Da Conceição Triste Roque Fernandes Dos Ramos | São Tomé e Príncipe | 4:12.075 |      |

#### Finale A
| Pos. | Atleta                           | Paese    | Tempo    | Note |
| ---- | -------------------------------- | -------- | -------- | ---- |
|      | Serguey Torres Fernando Jorge    | Cuba     | 3:24.995 | OB   |
|      | Liu Hao Zheng Pengfei            | Cina     | 3:25.198 |      |
|      | Sebastian Brendel Tim Hecker     | Germania | 3:25.615 |      |
| 4    | Jacky Godmann Isaquias Queiroz   | Brasile  | 3:27.603 |      |
| 5    | Cătălin Chirilă Victor Mihalachi | Romania  | 3:29.285 |      |
| 6    | Roland Varga Connor Fitzpatrick  | Canada   | 3:30.157 |      |
| 7    | Wiktor Głazunow Tomasz Barniak   | Polonia  | 3:32.317 |      |
| 8    | Cayetano García Pablo Martínez   | Spagna   | 3:41.572 |      |